# موسى ليتو مرزوق
موسى ليتو مرزوق (بالعبرية: משה מרזוק) واسمه بالعبرية: موشي مارزوگ ، من مواليد 20 ديسمبر 1926م ، وأعدم بتاريخ 31 يناير عام 1955م ، واشتهر موسى مرزوق لتورطه في سلسلة من التفجيرات الإرهابية في العاصمة المصرية القاهرة ، والتي يطلق عليها عملية سوزانا أو فضيحة لافون.
وكان عائلة ليتو مرزوق قد انتقلت من تونس إلى مصر أوائل القرن العشرين ، على الرغم من الاحتفاظ بالمواطنة الفرنسية ، وكان موسى ليتو مرزوق عمل جراحاً في إحدى المستشفيات اليهودية بالقاهرة في أوائل العقد الخمسين ، وتم تجنيده كجاسوس عن طريق الاستخبارات العسكرية الإسرائيلية كبقية أحد الشباب اليهود المصريين ، وفي بداية عام 1954م قامت المجموعة الإرهابية بسلسلة من التفجيرات واستهداف المصالح الحكومية ، ومنها استهداف مكتب البريد في الأسكندرية ، واثنان من المكتبات في القاهرة والأسكندرية ، بالإضافة إلى التفجيرات في المسارح وعروض السينما ، وقيل أن التفجيرات لم تتم عن الإصابة أو الخسائر البشرية برغم أن المصالح الحكومية تعرضت لخسائر مادية ، وبعد ذلك أصبحت الأزمة السياسية في إسرائيل سميت بـقضية لافون نسبة إلى وزير الدفاع بنحاس لافون ، الذي أمر هذه العمليات بهدف هز الثقة المصريين للحكومة المصرية.

## إعدامه
ألقي القبض على موسى مرزوق وجماعته، وقيل أنهم تعرضوا للتعذيب، وأصدرت المحكمة بإعدام كل من موسى ليتو مرزوق وصامويل عازار في سجن القاهرة.، والحبس للبقية من جماعته لمدد مختلفة ، ونقل جثمان موسى مرزوق من القاهرة إلى القدس، ودفن في جبل هرتسل.